# بوب إيوبانكس
بوب إيوبانكس (بالإنجليزية: Bob Eubanks)‏ هو مقدم تلفزيوني أمريكي، ولد في 8 يناير 1938 في فلينت في الولايات المتحدة.

## وصلات خارجية
- بوب إيوبانكس على موقع IMDb (الإنجليزية)
- بوب إيوبانكس على موقع إن إن دي بي (الإنجليزية)
- بوب إيوبانكس على موقع قاعدة بيانات الفيلم (الإنجليزية)